# Biblioteka Gdańska Polskiej Akademii Nauk
Biblioteka Gdańska PAN – biblioteka w Gdańsku. Mieści się w zabytkowym gmachu zbudowanym w latach 1902–1904 przy ul. Wałowej na gdańskim Starym Mieście.

## Historia

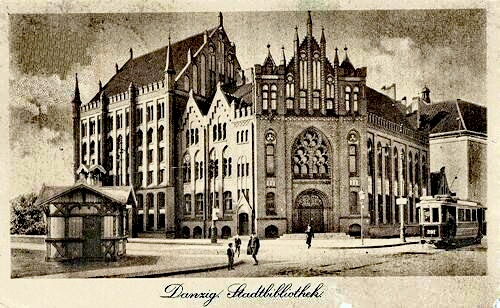
Biblioteka Gdańska PAN (Danzig Stadtbibliothek), ok. 1905

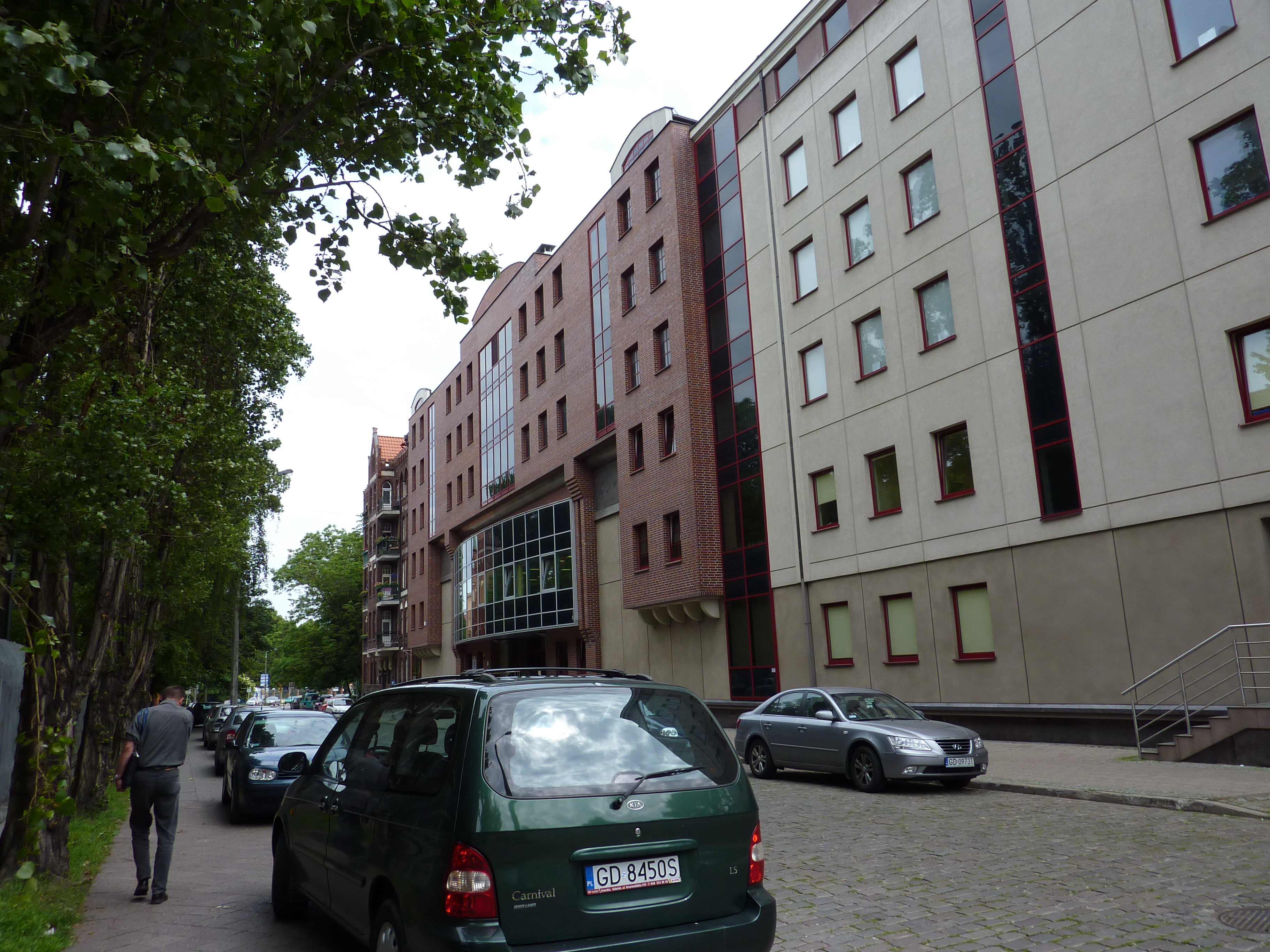
Nowy gmach Biblioteki Gdańskiej PAN

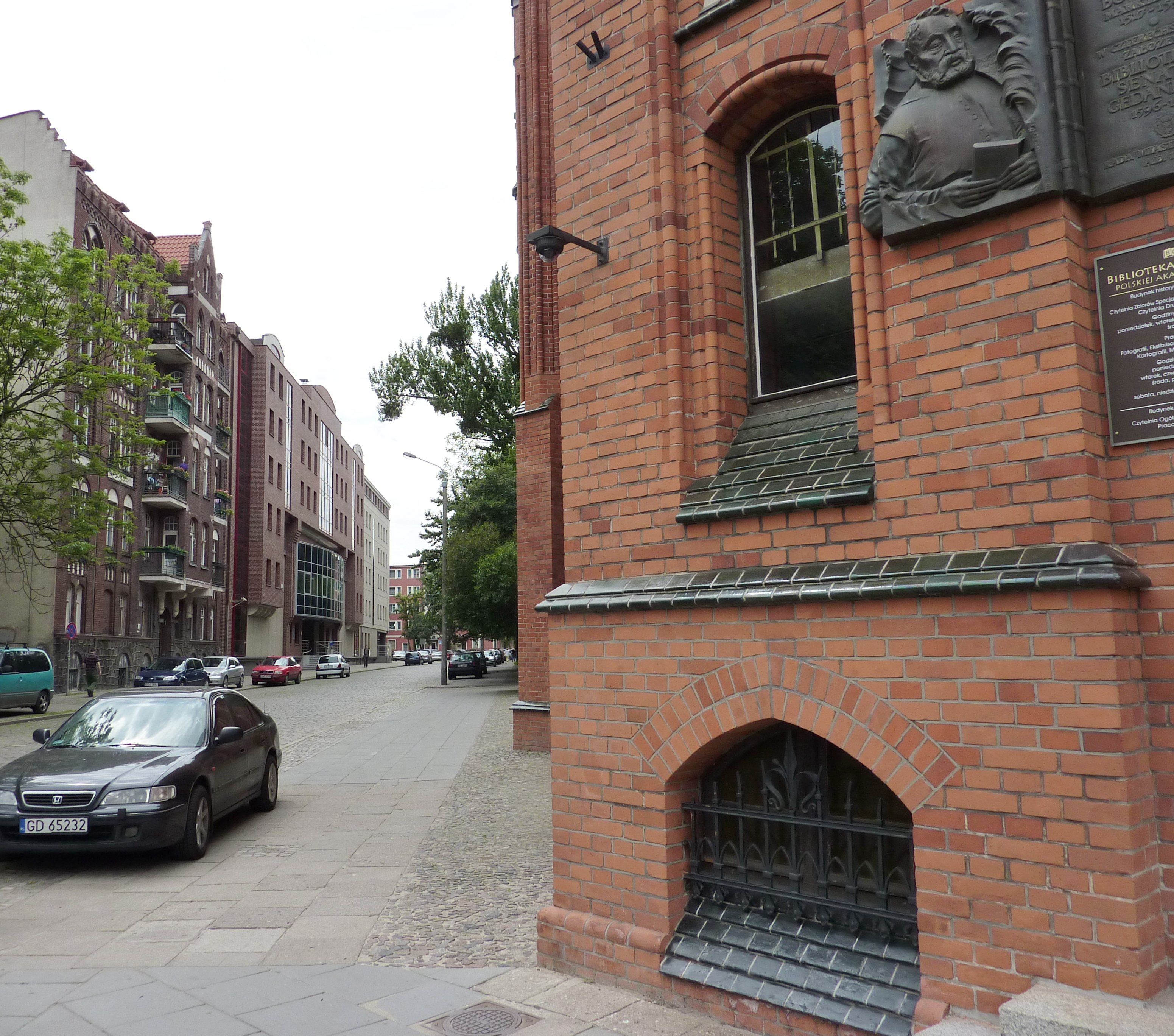
Widok na nowy gmach Biblioteki Gdańskiej PAN, sprzed starego gmachu

Powstała w 1596 jako „Biblioteka Rady Miejskiej” Gdańska (Bibliotheca Senatus Gedanensis, kaszb. Mieskô Bibliotéka), na bazie zbioru 1161 woluminów podarowanego 28 września 1591 przez włoskiego humanistę Jana Bernarda Bonifacio gdańskiemu gimnazjum miejskiemu w zamian za dożywotnie utrzymanie w tutejszym domu profesorów. Dar został wzbogacony o zbiory ówczesnych gdańskich teologów i prawników do objętości ponad 4000 woluminów.
Na początku XIX wieku zbiory biblioteki obejmowały ponad 26 000 woluminów. W 1879 biblioteka wzbogaciła się o księgozbiór Jana Uphagena, zaś w latach 1880, 1893 i 1898 o zbiory przyrodnika Franciszka Mengego, Augusta Bertlinga (liczne polonika) i Zachodniopruskiego Towarzystwa Historycznego (Westpreussischer Geschichtsverein).
W 1899 wielkość księgozbioru wynosiła 111 000 tomów.
Niemcy podczas II wojny światowej najcenniejsze inkunabuły, rękopisy i stare druki wywieźli poza bibliotekę. W wyniku akcji rewindykacyjnej po wojnie pracownicy biblioteki odzyskali około 80 000 wartościowych woluminów. Dodatkowo zbiory zostały powiększone m.in. o księgozbiory Polonii Gdańskiej i Gdańskiego Towarzystwa Naukowego. W 1955 biblioteka została przyłączona do struktur naukowych Polskiej Akademii Nauk.
Pod koniec 2005 w zbiorach BG PAN znajdowało się prawie 800 000 woluminów książek.
9 kwietnia 2018 przed Biblioteką Gdańską PAN postawiono pomnik-ławeczkę upamiętniający Mariana Pelczara. Wewnątrz budynku znajduje się tablica upamiętniająca prof. Zbigniewa Nowaka, dyrektora Biblioteki w latach 1981–1997.
2 września 2021 na ścianie nowego budynku biblioteki odsłonięto mural przedstawiający Jana Heweliusza z astrolabium.  

## Księgozbiór

### Zbiory
- Druki zwarte XIX-XXI wiek – 551 113 woluminów
- Czasopisma XIX-XXI wiek – 7131 tytułów
- Eksponaty muzealne – 54 pozycje inwentarzowe
- Mikrofilmy – 5021 pozycji inwentarzowych

### Dział zbiorów specjalnych
- Dokumenty życia społecznego – 27 007 pozycji inwentarzowych
- Ekslibrisy wraz z albumami ekslibrysów – 12 680 woluminów
- Fotografie – 27 555 pozycji inwentarzowych
- Inkunabuły – 663 woluminy
- Kartografia – 9872 woluminy
- Numizmaty – 3450 pozycji inwentarzowych
- Rękopisy – 8215 pozycji, wśród nich Missale secundum notulam dominorum Teutonicorum na Polskiej Liście Krajowej Programu UNESCO Pamięć Świata[8]
- Stare druki – 55 117 woluminów
- Grafika i malarstwo – 7930 pozycji inwentarzowych
- Dokumenty wtórne i informatyczne (Reprodukcje starych druków i rękopisów) – 116 obiektów

## Galeria

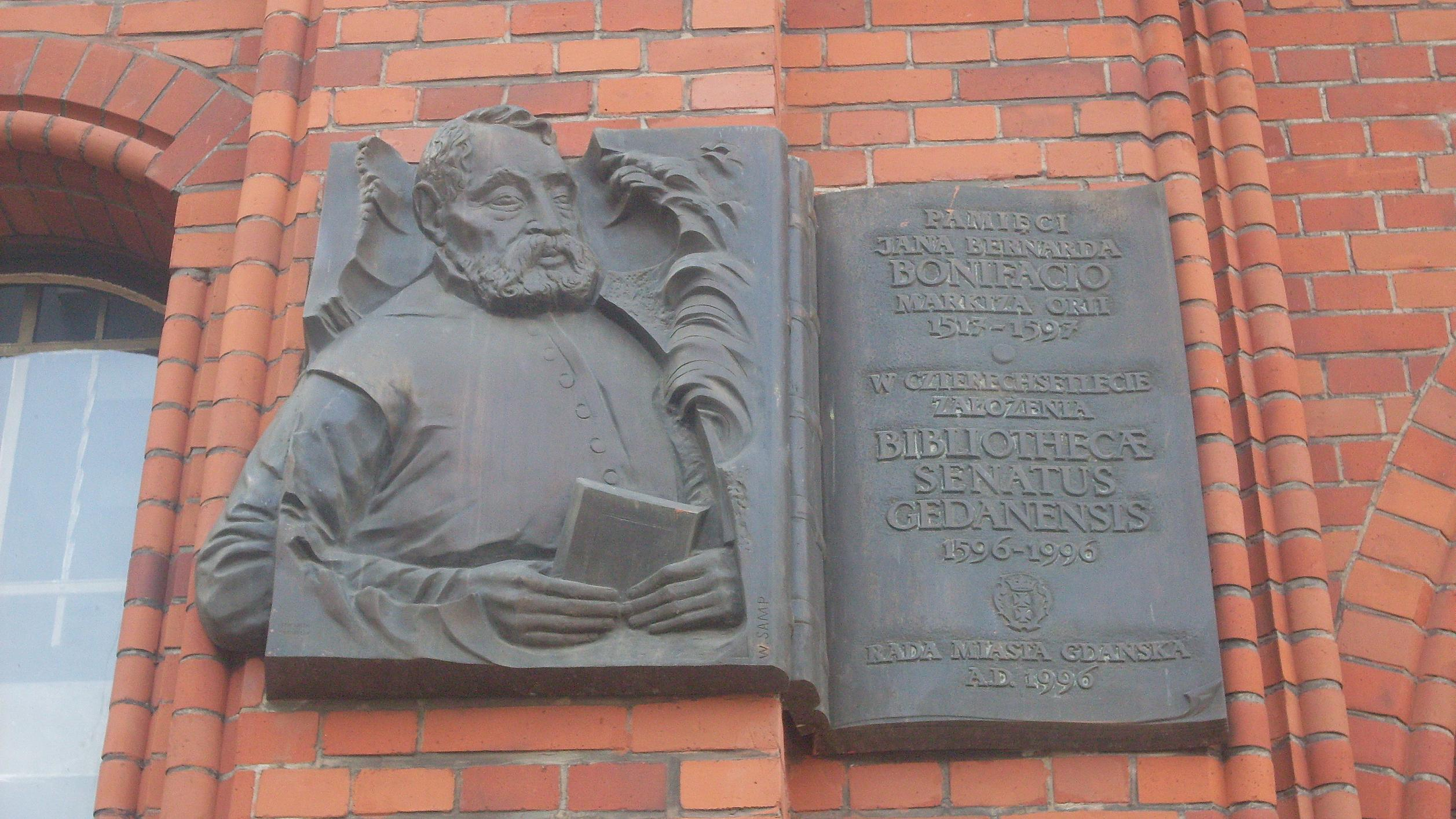
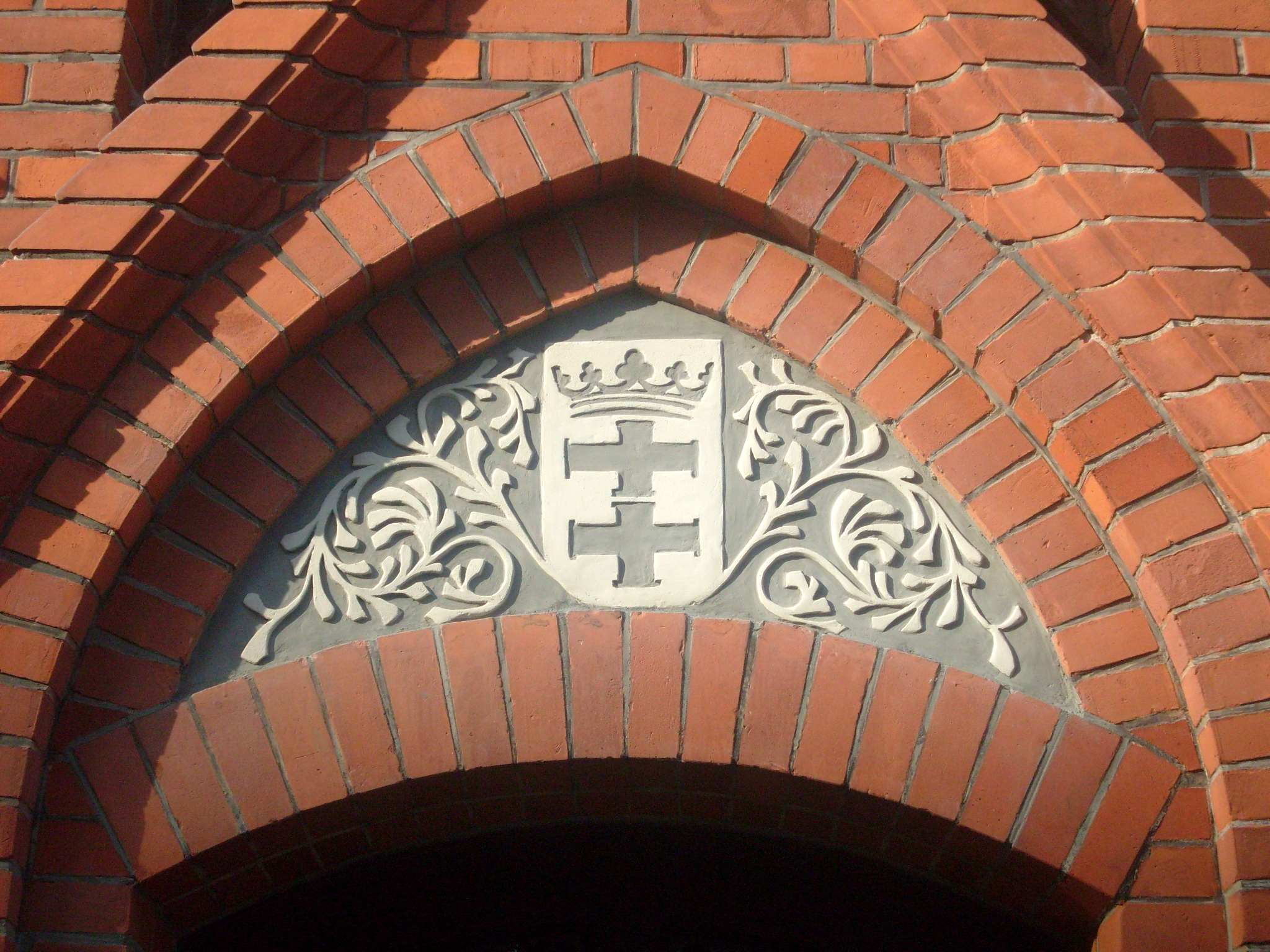
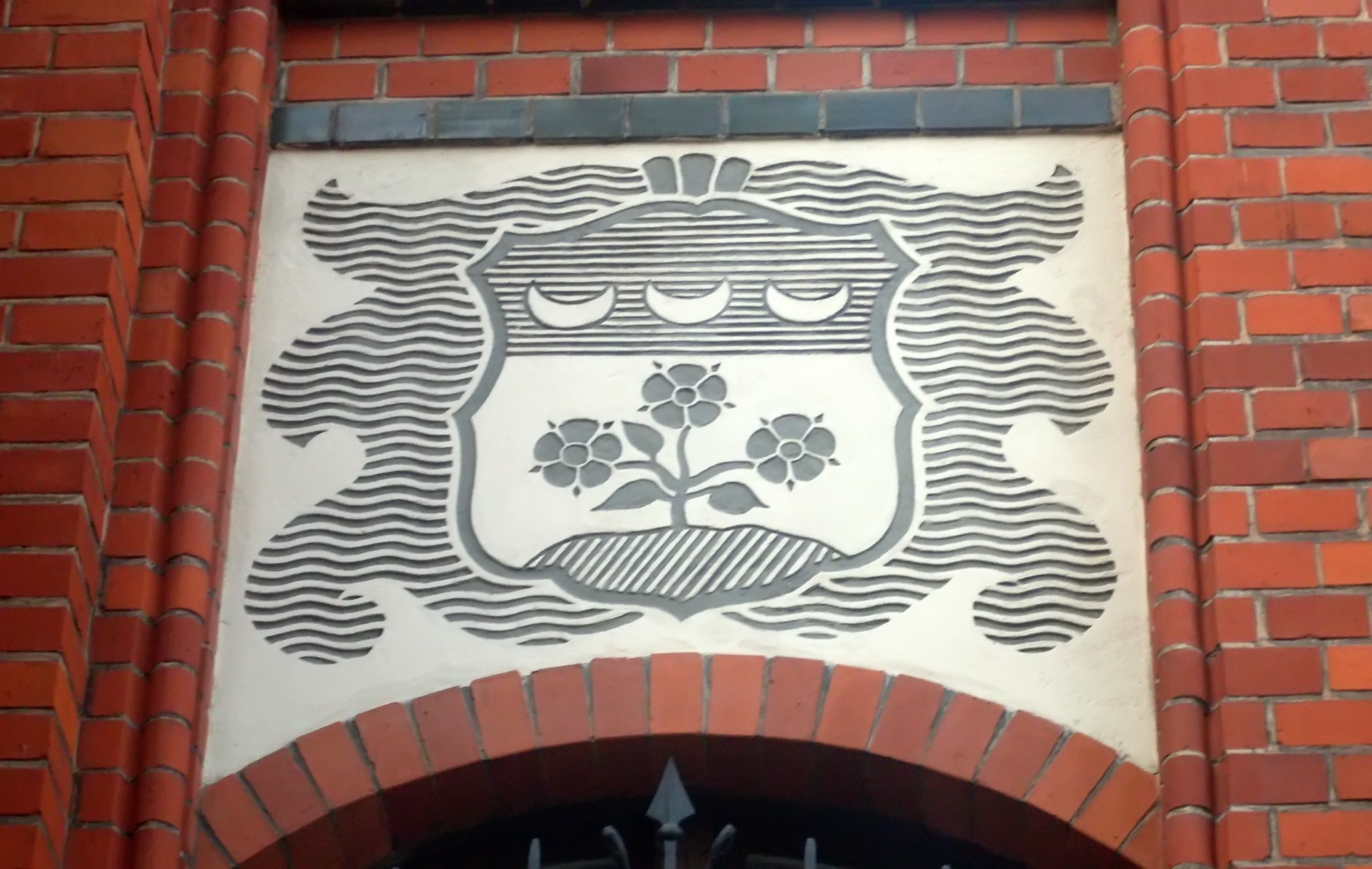
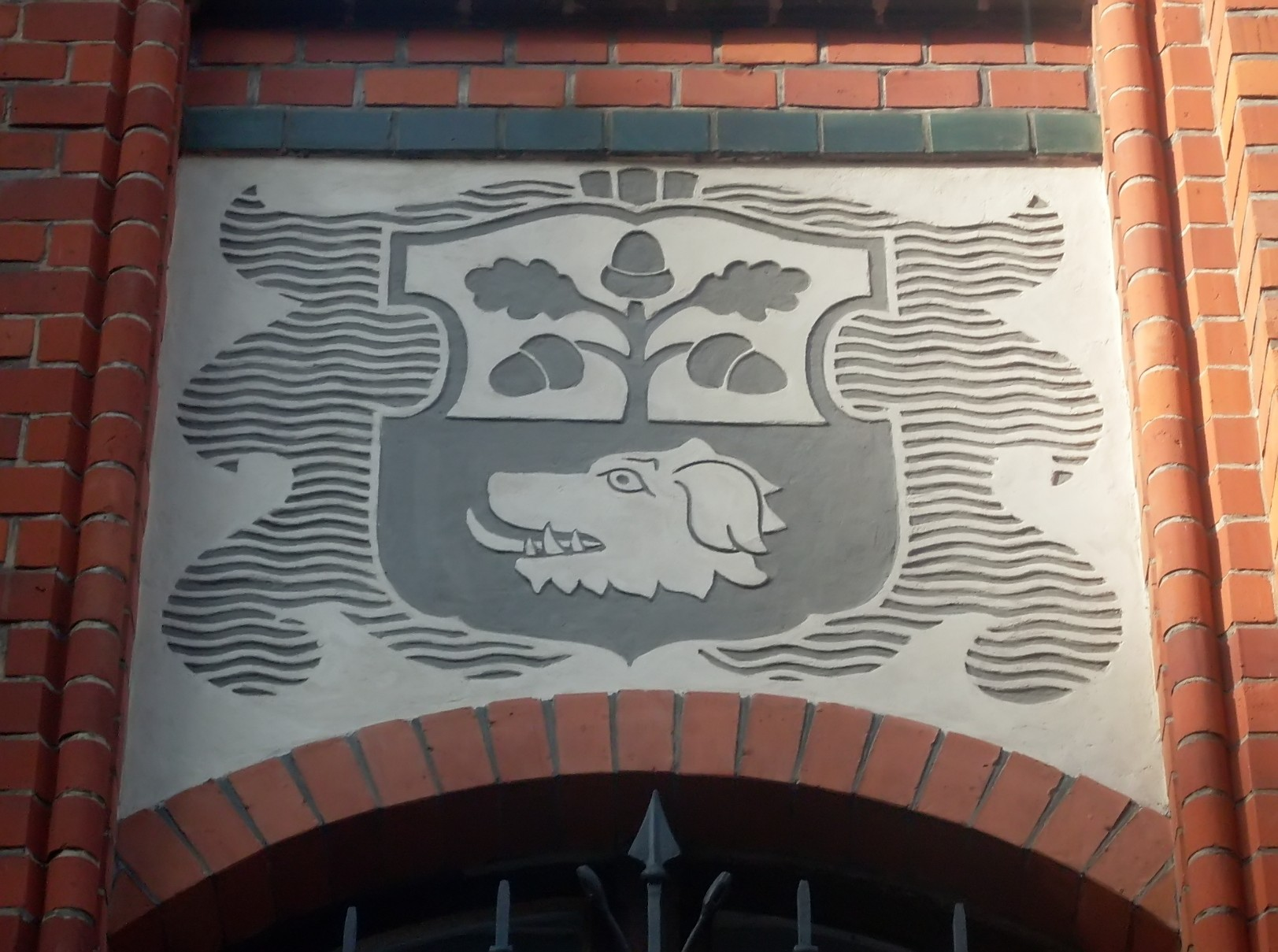
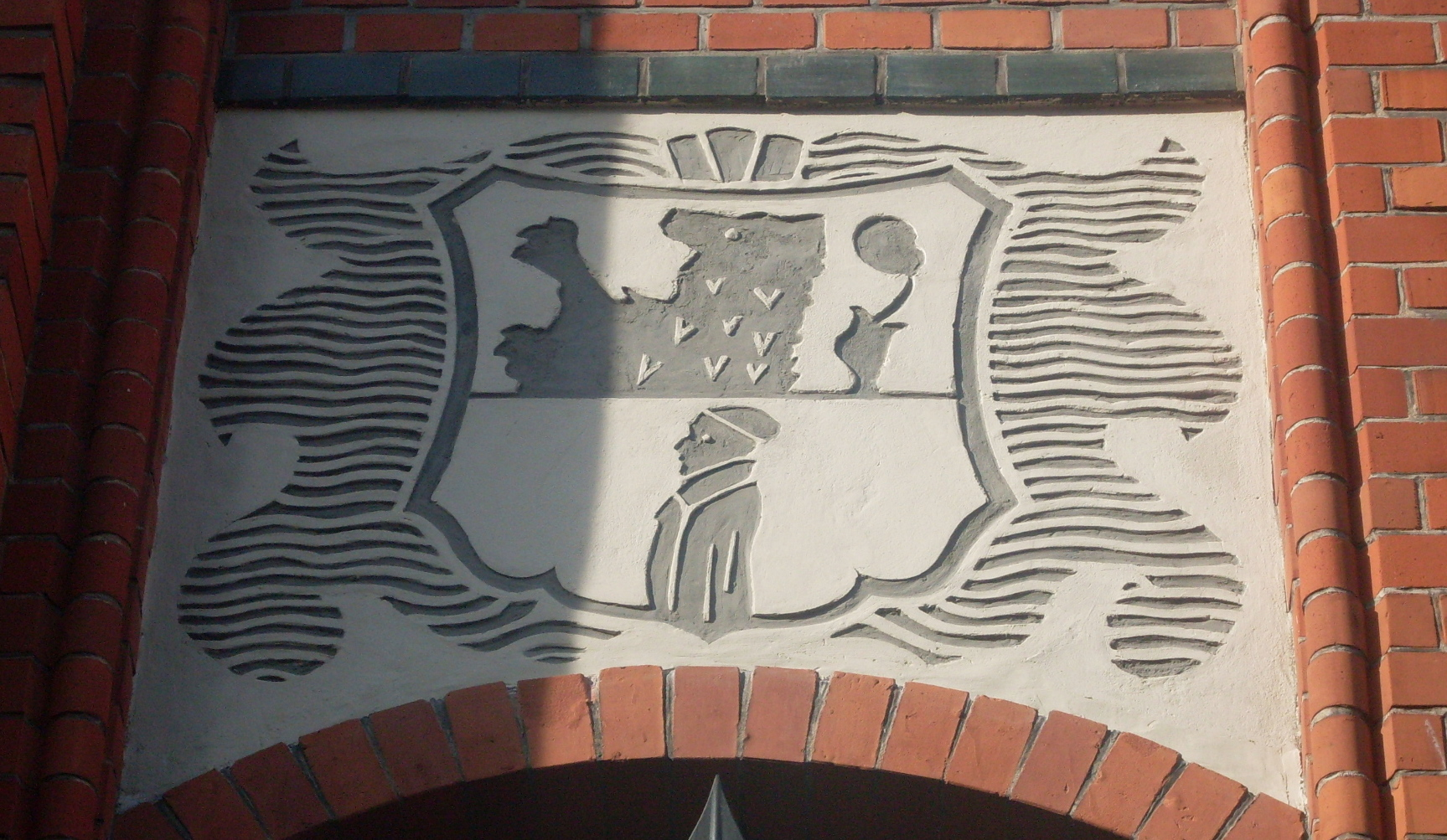
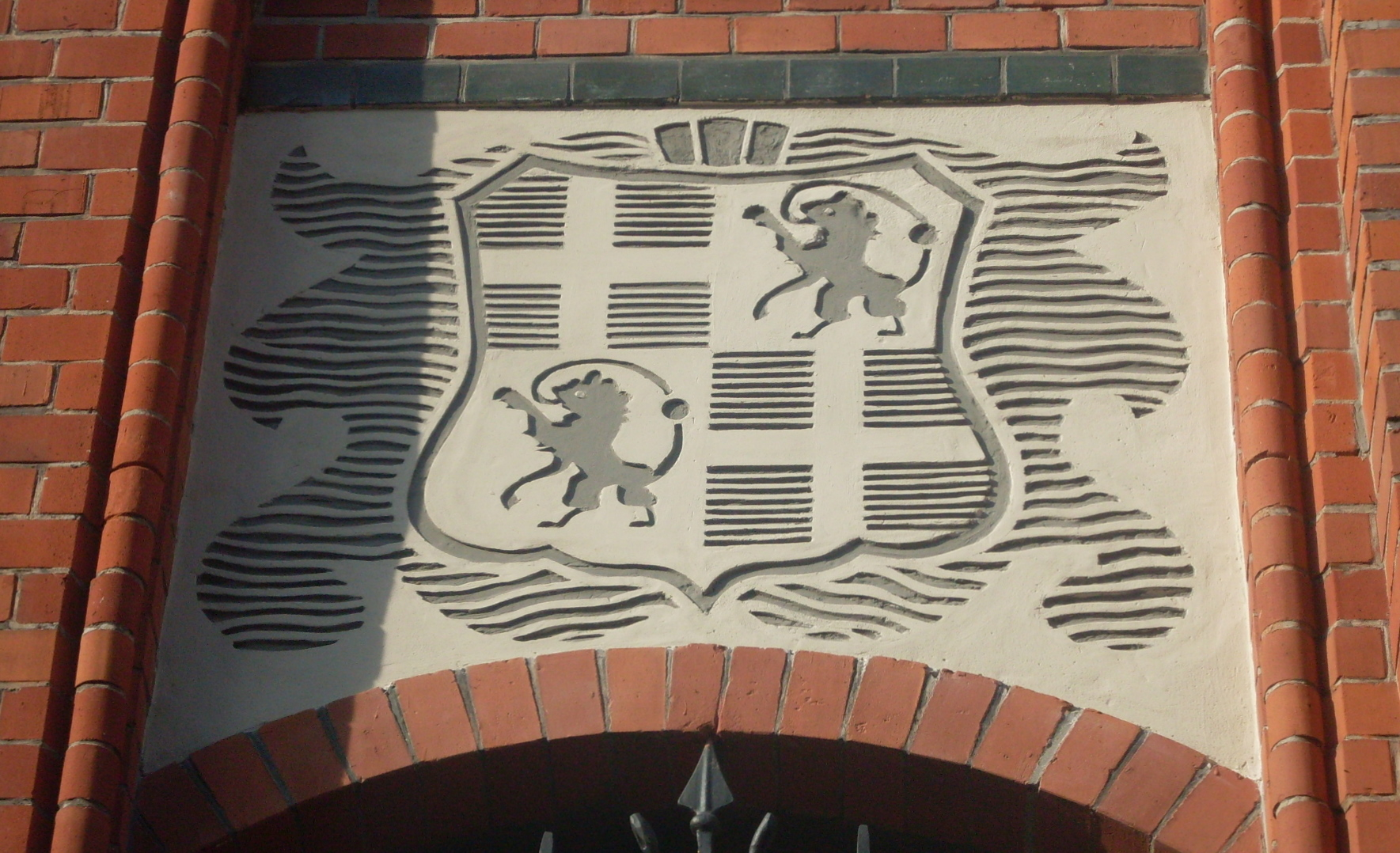